# ممسحة

ممسحة.

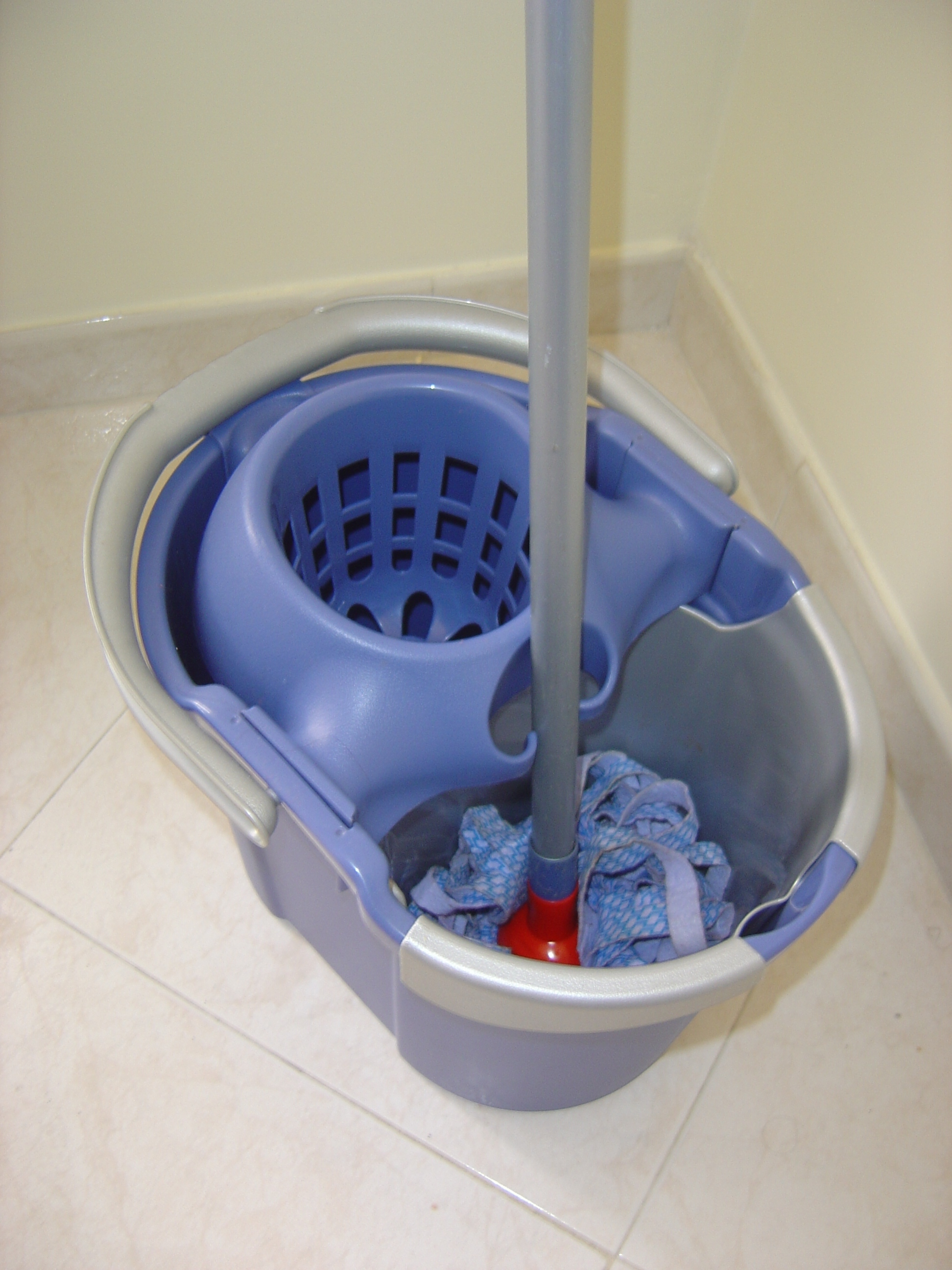
ممسحة في دلو.

الممسحة (الجمع: مَمَاسِح) (تُعرَف أيضًا باسم الممسحة الأرضية) هي كتلة أو حزمة من الخيوط الخشنة المغزولة أو القماش أو الإسفنج، أو غيرها من المواد الممتصة للسوائل، تُعلق على قطب العصا. وتُستَخدَم لامتصاص السائل، ولتنظيف الأرضيات والأسطح الأخرى، وللتخلص من الغبار، ولأغراض التنظيف الأخرى. ظهرت الممسحات في وقت مُبكِّر، ومن ثم أُدخِلَت التحسينات والتغيرات في تصاميم الممسحات الجديدة، من وقت لآخر. فعلى سبيل المثال، تلقَّى المخترع الأمريكي يعقوب هاو براءة الاختراع الأمريكية رقم 241 لاختراعه ممسك الممسحة في 1837 وكذا جورج ستيوارت فقد استلم براءة اختراع عام 1893

## الأنواع

### الممسحة الجافة وممسحة الغبار
صُممَت الممسحة الجافة وممسحة الغبار للترطيب، ولإزالة الأتربة، والرمال، والغبار من سطح الأرض. وهي تتألف من خيوط أو ألياف دقيقة أو كلا النوعين، وتُستًخدَم أوليًّا في تنظيف الأرضية. تتكون المماسح الجافة المهنية من ورقة مسطحة بنسيج الألياف الدقيقة أو صحائف مع سطح من الخيوط المغزلية، عرضها عادة حوالي 15 سم (6 بوصة)، وتأتي في أطوال مختلفة (عادة من  30إلى 100 سم (12 إلى 39 بوصة)). تُستَخدم الممسحت للتخلص من الجفاف، وتحل أحيانًا محل المكنسة ولديها القدرة على إزالة كمية محدودة من الغبار أو الرمال داخل نفسها.

### الممسحة الرطبة
الممسحة الرطبة تُستخدم في كثير من الأحيان لتنظيف السطح وإزالة الدهون والطين والملوثات السائلة من السطح. وتتكون المسحات الرطبة المهنية من ورقة مسطحة من نسيج الألياف الدقيقة أو ورقة مع سطح من الخيوط المغزلية (والتي قد تحتوي على ألياف دقيقة كذلك)، عرصها عادة حوالي 15 سم (6 بوصة)، وتأتي في أطوال مختلفة (عادة من  30إلى 100 سم (12 إلى 39 بوصة)).

## معرض صور

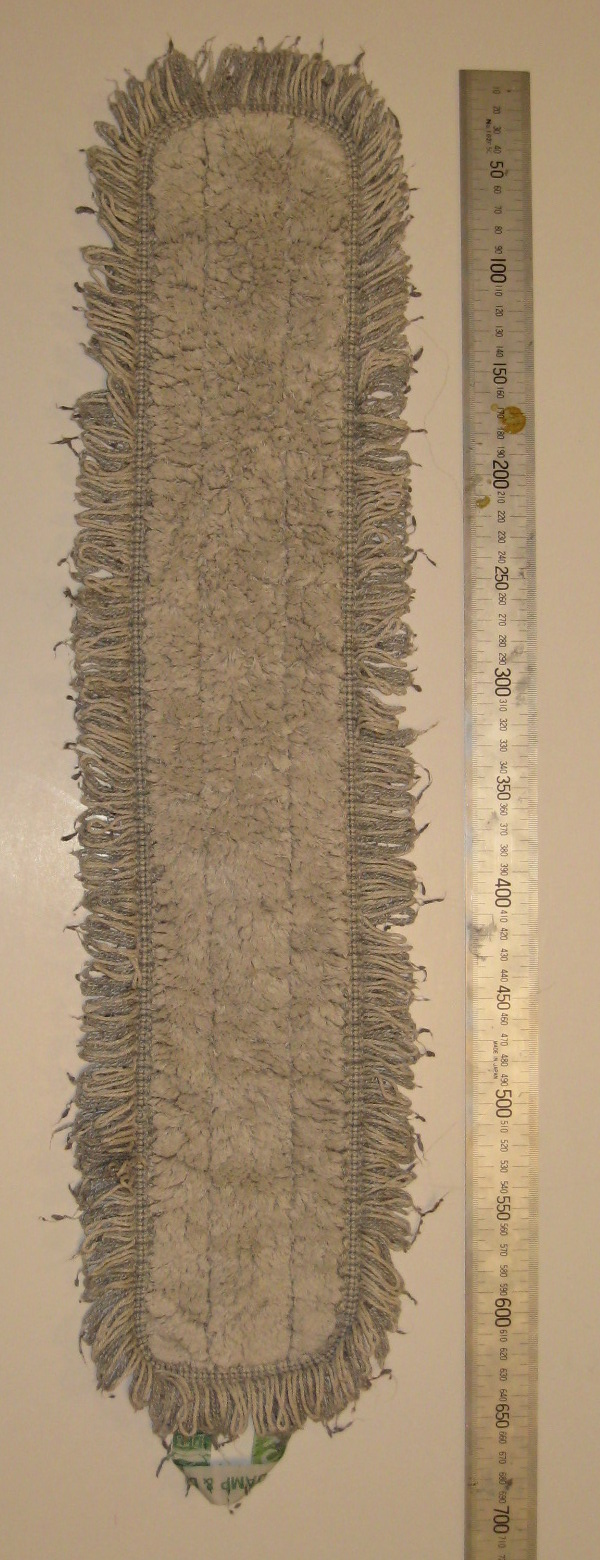
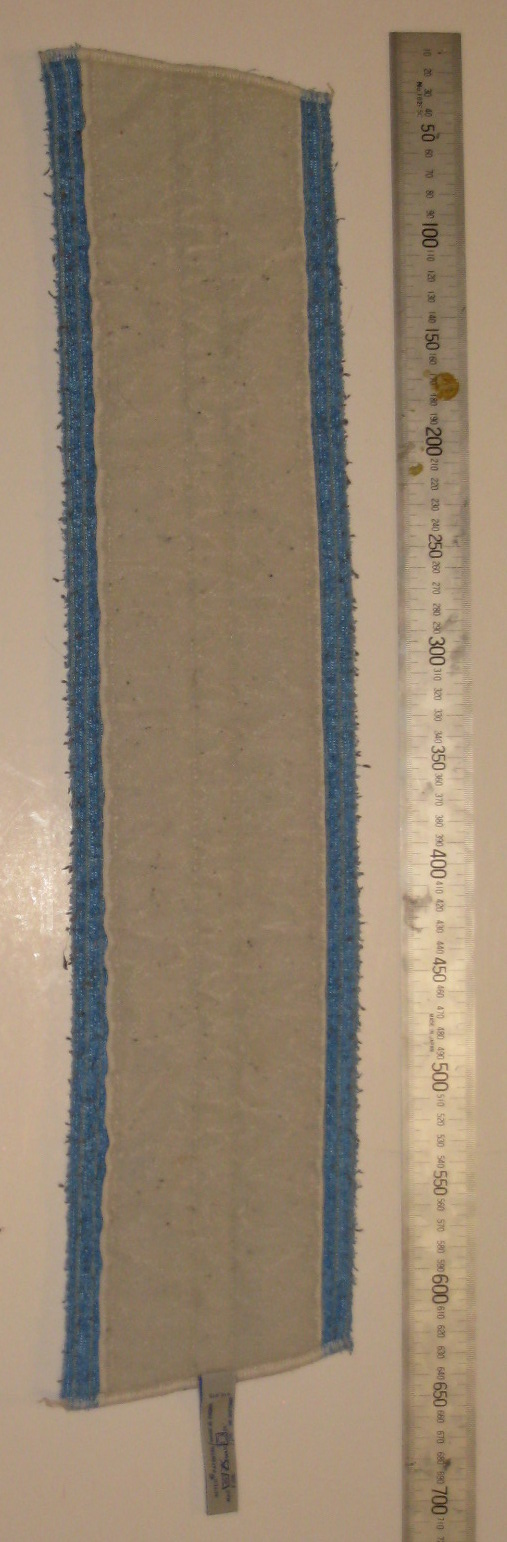
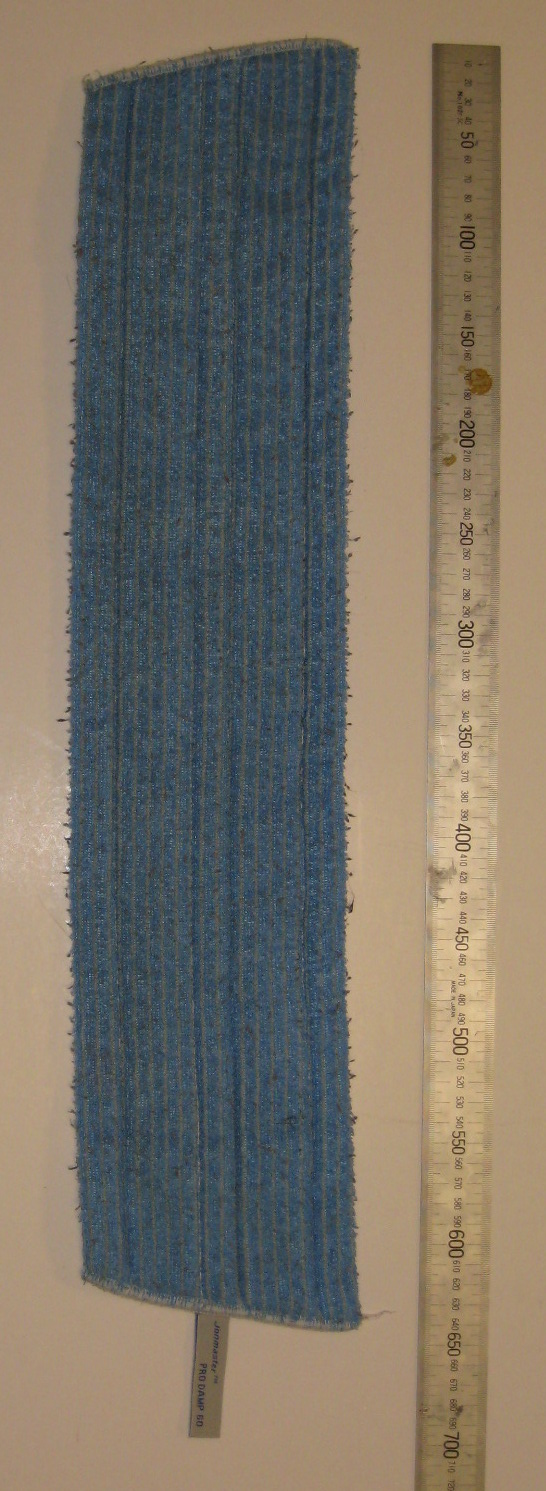